# Municipio 6 (condado de Rooks)
El municipio 6 (en inglés: Township 6) es un municipio ubicado en el condado de Rooks en el estado estadounidense de Kansas. En el año 2010 tenía una población de 75 habitantes y una densidad poblacional de 0,4 personas por km².

## Geografía
El municipio 6 se encuentra ubicado en las coordenadas 39°24′12″N 99°26′44″O / 39.40333, -99.44556. Según la Oficina del Censo de los Estados Unidos, el municipio tiene una superficie total de 186.32 km², de la cual 178.29 km² corresponden a tierra firme y (4.31%) 8.03 km² es agua.

## Demografía
Según el censo de 2010, había 75 personas residiendo en el municipio 6. La densidad de población era de 0,4 hab./km². De los 75 habitantes del municipio 6, el 96% eran blancos, el 1.33% eran afroamericanos y el 2.67% pertenecían a dos o más razas. Del total de la población el 1.33% eran hispanos o latinos de cualquier raza.